# James Phiri (calciatore)
James Phiri (Lusaka, 13 febbraio 1968 – 5 gennaio 2001) è stato un calciatore zambiano, di ruolo portiere.